# لا فيكتوري
لا فيكتوري هي مدينة من مدن هايتي. يبلغ عدد سكانها 6,421 نسمة وذلك حسب إحصائيات سنة 2003. يبلغ ارتفاع المدينة عن سطح البحر قرابة 432 متر.